# Adenia kigogoensis
Adenia kigogoensis là một loài thực vật có hoa trong họ Lạc tiên. Loài này được Hearn mô tả khoa học đầu tiên năm 2007.